# Grand Prix na Żużlu 2018
Grand Prix IMŚ 2018 (SGP) – dwudziesty czwarty sezon walki najlepszych żużlowców świata o medale w formule Grand Prix. W sezonie 2018 o tytuł walczyło 15 stałych uczestników cyklu (w każdym z turniejów GP wystąpuje dodatkowo zawodnik z „dziką kartą”).

## Uczestnicy Grand Prix
Piąty raz w historii cyklu Grand Prix stali uczestnicy mieli prawo wyboru własnych numerów startowych. Zawodnicy z wybranymi numerami w sezonie 2018 występują we wszystkich turniejach (ośmiu z Grand Prix 2017, trzech z eliminacji do GP 2017 oraz czterech nominowanych przez Komisję Grand Prix; ang. SGP Commission). Dodatkowo na każdą rundę Komisja Grand Prix przyznaje „dziką kartę” oraz dwóch zawodników zapasowych (rezerwy toru). Komisja Grand Prix wpisała również trzech zawodników na listę kwalifikowanej rezerwy (zawodnicy kwalifikowanej rezerwy), który w wyniku np. kontuzji zastąpią stałego uczestnika cyklu w danej rundzie.

### Stali uczestnicy
- (69)  Jason Doyle – mistrz świata 2017
- (692)  Patryk Dudek – wicemistrz świata 2017, 3. miejsce w GP Challenge 2017
- (108)  Tai Woffinden – II wicemistrz świata 2017
- (71)  Maciej Janowski – 4. miejsce w Grand Prix 2017
- (95)  Bartosz Zmarzlik – 5. miejsce w Grand Prix 2017
- (89)  Emil Sajfutdinow – 6. miejsce w Grand Prix 2017
- (55)  Matej Žagar – 7. miejsce w Grand Prix 2017
- (66)  Fredrik Lindgren – 8. miejsce w Grand Prix 2017
- (54)  Martin Vaculík – stała dzika karta
- (23)  Chris Holder – stała dzika karta
- (45)  Greg Hancock – stała dzika karta
- (110)  Nicki Pedersen – stała dzika karta
- (59)  Przemysław Pawlicki – 1. miejsce w GP Challenge 2017
- (222)  Artiom Łaguta – 2. miejsce w GP Challenge 2017
- (111)  Craig Cook – 4. miejsce w GP Challenge 2017
- (16) – dzika karta
- (17) – rezerwa toru
- (18) – rezerwa toru

### Stali rezerwowi
- (88)  Niels Kristian Iversen
- (225)  Václav Milík
- (53)  Linus Sundström
- (133)  Maksym Drabik
- (46)  Max Fricke

## Kalendarz 2018
| Lp. | Data           | Grand Prix        | Stadion              | Miasto              | Zwycięzca        |        |
| --- | -------------- | ----------------- | -------------------- | ------------------- | ---------------- | ------ |
| 1   | 12 maja        | Polski I          | Narodowy             | Warszawa            | Tai Woffinden    | Wyniki |
| 2   | 26 maja        | Czech             | Markéta              | Praga               | Fredrik Lindgren | Wyniki |
| 3   | 30 czerwca     | Danii             | CASA Arena           | Horsens             | Tai Woffinden    | Wyniki |
| 4   | 7 lipca        | Szwecji           | HZ Bygg Arena        | Hallstavik          | Maciej Janowski  | Wyniki |
| 5   | 21 lipca       | Wielkiej Brytanii | Millennium           | Cardiff             | Bartosz Zmarzlik | Wyniki |
| 6   | 11 sierpnia    | Skandynawii       | G&B Arena            | Målilla             | Nicki Pedersen   | Wyniki |
| 7   | 25 sierpnia    | Polski II         | im. Edwarda Jancarza | Gorzów Wielkopolski | Martin Vaculík   | Wyniki |
| 8   | 8 września     | Słowenii          | im. Matije Gubca     | Krško               | Patryk Dudek     | Wyniki |
| 9   | 22 września    | Niemiec           | Bergring Arena       | Teterow             | Tai Woffinden    | Wyniki |
| 10  | 6 października | Polski III        | Motoarena            | Toruń               | Tai Woffinden    | Wyniki |

## Wyniki i klasyfikacje
| Zawodnik zakwalifikowany do przyszłorocznego GP |
| Stali uczestnicy                                |
| Dzika karta, stali rezerwowi, rezerwa toru      |

| Lp.                         | Zawodnik                    | Suma | PL1 | CZE | DNK | SWE | GBR | SCA | PL2 | SVN | DEU | PL3 |
| 1                           | (108) Tai Woffinden         | 139  | 15  | 16  | 18  | 16  | 16  | 10  | 12  | 5   | 16  | 15  |
| 2                           | (95) Bartosz Zmarzlik       | 129  | 9   | 4   | 10  | 13  | 19  | 14  | 18  | 12  | 15  | 15  |
| 3                           | (66) Fredrik Lindgren       | 109  | 16  | 16  | 7   | 15  | 7   | 13  | 2   | 13  | 9   | 11  |
| 4                           | (71) Maciej Janowski        | 104  | 13  | 11  | 5   | 18  | 12  | 11  | 9   | 10  | 9   | 6   |
| 5                           | (45) Greg Hancock           | 102  | 8   | 7   | 16  | 10  | 12  | 3   | 10  | 15  | 12  | 9   |
| 6                           | (222) Artiom Łaguta         | 97   | 13  | 8   | 12  | 8   | 6   | 6   | 13  | 7   | 4   | 20  |
| 7                           | (69) Jason Doyle            | 93   | 5   | 9   | 12  | 9   | 5   | 4   | 9   | 17  | 16  | 7   |
| 8                           | (89) Emil Sajfutdinow       | 89   | 8   | 15  | 11  | 14  | 8   | 6   | 3   | 5   | 8   | 11  |
| 9                           | (692) Patryk Dudek          | 84   | 10  | 14  | 6   | 6   | 10  | 10  | 12  | 16  | –   | –   |
| 10                          | (55) Matej Žagar            | 79   | 9   | 7   | 5   | 7   | 6   | 16  | 11  | –   | 12  | 6   |
| 11                          | (110) Nicki Pedersen        | 74   | 2   | 8   | 12  | 3   | 6   | 15  | 6   | 7   | 8   | 7   |
| 12                          | (23) Chris Holder           | 65   | 10  | 5   | 9   | 7   | 7   | 5   | 0   | 10  | 7   | 5   |
| 13                          | (54) Martin Vaculík         | 52   | –   | –   | 3   | 1   | 3   | 10  | 18  | 9   | 0   | 8   |
| 14                          | (59) Przemysław Pawlicki    | 36   | 3   | 5   | 5   | 1   | 10  | 3   | 3   | 2   | 3   | 1   |
| 15                          | (88) Niels Kristian Iversen | 36   | 4   | 5   | –   | –   | –   | –   | –   | 5   | 12  | 10  |
| 16                          | (111) Craig Cook            | 30   | 2   | 2   | 2   | 3   | 9   | 3   | 4   | 5   | 0   | –   |
| 17                          | (16,225) Václav Milík       | 11   | –   | 6   | –   | –   | –   | –   | –   | –   | –   | 5   |
| 18                          | (16) Szymon Woźniak         | 8    | –   | –   | –   | –   | –   | –   | 8   | –   | –   | –   |
| 19                          | (16) Krzysztof Kasprzak     | 7    | 7   | –   | –   | –   | –   | –   | –   | –   | –   | –   |
| 19                          | (16) Andreas Jonsson        | 7    | –   | –   | –   | 7   | –   | –   | –   | –   | –   | –   |
| 21                          | (16) Peter Ljung            | 5    | –   | –   | –   | –   | –   | 5   | –   | –   | –   | –   |
| 22                          | (16) Michael Jepsen Jensen  | 4    | –   | –   | 4   | –   | –   | –   | –   | –   | –   | –   |
| 23                          | (17) Oliver Berntzon        | 3    | –   | –   | –   | –   | –   | 3   | –   | –   | –   | –   |
| 23                          | (18) Kevin Wölbert          | 3    | –   | –   | –   | –   | –   | –   | –   | –   | 3   | –   |
| 25                          | (17) Maksym Drabik          | 2    | 2   | –   | –   | –   | –   | –   | –   | –   | –   | –   |
| 25                          | (18) Bartosz Smektała       | 2    | 2   | –   | –   | –   | –   | –   | –   | –   | –   | –   |
| 25                          | (16) Kai Huckenbeck         | 2    | –   | –   | –   | –   | –   | –   | –   | –   | 2   | –   |
| 25                          | (16) Daniel Kaczmarek       | 2    | –   | –   | –   | –   | –   | –   | –   | –   | –   | 2   |
| 29                          | (17) Mikkel Michelsen       | 1    | –   | –   | 1   | –   | –   | –   | –   | –   | –   | –   |
| 29                          | (16) Robert Lambert         | 1    | –   | –   | –   | –   | 1   | –   | –   | –   | –   | –   |
| 29                          | (18) Joel Kling             | 1    | –   | –   | –   | –   | –   | 1   | –   | –   | –   | –   |
| 29                          | (17) Martin Smolinski       | 1    | –   | –   | –   | –   | –   | –   | –   | –   | 1   | –   |
| 33                          | (18) Mikkel Bech            | 0    | –   | –   | 0   | –   | –   | –   | –   | –   | –   | –   |
| 33                          | (17) Daniel Bewley          | 0    | –   | –   | –   | –   | 0   | –   | –   | –   | –   | –   |
| 33                          | (16) Matic Ivačič           | 0    | –   | –   | –   | –   | –   | –   | –   | 0   | –   | –   |
| 33                          | (17) Nick Škorja            | 0    | –   | –   | –   | –   | –   | –   | –   | 0   | –   | –   |
| 33                          | (17) Igor Kopeć-Sobczyński  | 0    | –   | –   | –   | –   | –   | –   | –   | –   | –   | 0   |
| Zawodnicy niesklasyfikowani |                             |      |     |     |     |     |     |     |     |     |     |     |
|                             | (17) Josef Franc            | —    | –   | ns  | –   | –   | –   | –   | –   | –   | –   | –   |
|                             | (18) Eduard Krčmář          | —    | –   | ns  | –   | –   | –   | –   | –   | –   | –   | –   |
|                             | (17) Oliver Berntzon        | —    | –   | –   | –   | ns  | –   | –   | –   | –   | –   | –   |
|                             | (18) Kim Nilsson            | —    | –   | –   | –   | ns  | –   | –   | –   | –   | –   | –   |
|                             | (18) Jason Garrity          | —    | –   | –   | –   | –   | ns  | –   | –   | –   | –   | –   |
|                             | (17) Rafał Karczmarz        | —    | –   | –   | –   | –   | –   | –   | ns  | –   | –   | –   |
|                             | (18) Wiktor Lampart         | —    | –   | –   | –   | –   | –   | –   | ns  | –   | –   | –   |
|                             | (18) Denis Štojs            | —    | –   | –   | –   | –   | –   | –   | –   | ns  | –   | –   |
|                             | (18) Dominik Kubera         | —    | –   | –   | –   | –   | –   | –   | –   | –   | –   | ns  |
| Rezerwa kwalifikowana       |                             |      |     |     |     |     |     |     |     |     |     |     |
|                             | (53) Linus Sundström        | —    | –   | –   | –   | –   | –   | –   | –   | –   | –   | –   |
|                             | (46) Max Fricke             | —    | –   | –   | –   | –   | –   | –   | –   | –   | –   | –   |
| Lp.                         | Zawodnik                    | Suma | PL1 | CZE | DNK | SWE | GBR | SCA | PL2 | SVN | DEU | PL3 |